# HMS Orion (1910)
«Орион» (англ. Orion) — первый из британских линейных кораблей одноимённого типа. Был первым линкором, относимым к сверхдредноутам. Первый из британских дредноутов, на которых были установлены орудия калибром больше, чем двенадцать дюймов, и первым британским дредноутом, у которого все орудия ГК были установлены по линейно-возвышенной схеме.
Заложен во времена форсированного строительства германского линейного флота. Либералы в правительстве Великобритании обещали снизить военные расходы. Королевские ВМС в строительстве флота придерживались формулы, что их флот должен быть мощнее двух вместе взятых флотов следующих по мощи после Великобритании держав. Германские планы нарушали данную концепцию.
Первый лорд Адмиралтейства Реджинальд Маккенн провел планы строительства дредноутов типа "Орион" через парламент, при поддержке премьер-министра Г. Г. Асквита, несмотря на возражения Дэвида Ллойд-Джорджа и Уинстона Черчилля.
Заложен 29 ноября 1909 года. Спущен на воду 20 августа 1910 года. Вошел в состав флота 2 января 1912 года.
Во время модернизации высота фор-стеньги была уменьшена, а в 1915 году противоминные сети были удалены. После Ютландского сражения площадки управления огнём на фок-мачте были расширены, а на крыше башни «B» была смонтирована самолётная площадка.
12 апреля 1922 года линкор был исключен из списков флота в соответствии с условиями Вашингтонского договора. 19 декабря корабль был продан компании Shipbreakers Соks & Danks, а в феврале 1923 года он был разделан на металл.

## Силовая установка
Четыре турбины Парсонса приводили в движение четыре винта, развивали на валу мощность 27 000 лошадиных сил, благодаря усилиям восемнадцати паровых котлов Babcock and Wilcox, максимальная скорость достигала 21 узла. Нормальный запас топлива составлял 900 тонн, максимальный - 3300 тонн. Корабль имел дальность плавания 6730 морских миль (12 460 км) при крейсерской скорости десять узлов, или 4110 морских миль (7610 км) при девятнадцатиузловой скорости. Во время  испытаний  линкор прошел 29 108 миль со средней скоростью  21,02 узла; наибольшая скорость корабля составила 22,3 узла.

## Влияние на культуру
В компьютерной игре Battlefield 1 особый корабль дрэдноут представлен типом "Орион"